# Małgorzata Tlałka
Małgorzata Tlałka (Zakopane, 27 aprile 1963) è un'ex sciatrice alpina polacca naturalizzata francese dalla stagione 1985-1986.
In seguito al matrimonio adottò anche il cognome del coniuge e gareggiò come Małgorzata Mogore-Tlałka o Małgorzata Tlałka-Mogore.

## Biografia
Małgorzata Tlałka proviene da una famiglia di grandi tradizioni negli sport invernali: è figlia del pattinatore di velocità Jan e sorella gemella di Dorota, a sua volta sciatrice alpina, naturalizzata anch'essa francese avendo sposato il cognato di Małgorzata. Specialista delle gare tecniche, ottenne il primo risultato di rilievo in Coppa del Mondo il 13 gennaio 1981 giungendo 9ª in slalom speciale sul tracciato di Piancavallo; l'anno seguente partecipò ai Mondiali di Schladming 1982, piazzandosi 9ª nella combinata.
Il 16 gennaio 1983 conquistò il primo podio in Coppa del Mondo in slalom speciale a Schruns, classificandosi 2ª a pari merito con l'italiana Maria Rosa Quario alle spalle dell'austriaca Anni Kronbichler; convocata per i XIV Giochi olimpici invernali di Sarajevo 1984, sua prima presenza olimpica, si piazzò 6ª nello slalom speciale e nella stessa specialità ai Mondiali di Bormio 1985 giunse 7ª, mentre non completò la combinata. Nel 1986 si sposò e acquisì la cittadinanza francese; con la nuova nazionale conquistò l'ultimo podio in Coppa del Mondo, l'11 gennaio 1987 a Mellau in slalom speciale (3ª), e partecipò ai successivi Mondiali di Crans-Montana 1987, sua ultima presenza iridata, ottenendo il 7º posto nello slalom gigante e il 6º nello slalom speciale. Colse l'ultimo piazzamento in Coppa del Mondo il 6 gennaio 1988 a Tignes in slalom gigante (12ª) e ai successivi XV Giochi olimpici invernali di Calgary 1988, suo congedo agonistico, si classificò 19ª nello slalom gigante.

## Palmarès

### Coppa del Mondo
- Miglior piazzamento in classifica generale: 22ª nel 1983 e nel 1986
- 8 podi (tutti in slalom speciale):
  - 3 secondi posti
  - 5 terzi posti

### Campionati francesi
- 1 medaglia (dati parziali):
  - 1 bronzo (slalom gigante[2] nel 1987)